# Tachina apicalis
Tachina apicalis är en tvåvingeart som först beskrevs av Chao 1962.  Tachina apicalis ingår i släktet Tachina och familjen parasitflugor. Inga underarter finns listade i Catalogue of Life.